# Popów
Popów è un comune rurale polacco del distretto di Kłobuck, nel voivodato della Slesia.
Ricopre una superficie di 102.21 km² e nel 2004 contava 6.012 abitanti.